# Благой Давков
Благой Давков е югославски партизанин и деец на НОВМ.

## Биография
Роден е на 21 януари 1921 година в Скопие. През 1938 година работи в работилницата на Папа Теодоси и влиза в Урсовите синдикати. От пролетта на 1940 година става член на ЮКП. През септември същата година влиза в Местния комитет на ЮКП за Скопие. От юли 1941 година става члена на диверсантска група. На 22 август 1941 година влиза в Скопския народоосвободителен партизански отряд, а след неговото разпускане излиза в нелегалност до май 1942 година. На 9 май 1942 година е осъден на смърт задочно. Между май и септември 1942 е член на Велешкия народоосвободителен партизански отряд „Пере Тошев“, а след това до края на октомври на Велешко-прилепския народоосвободителен партизански отряд „Димитър Влахов“. От октомври до декември 1942 влиза във втория Скопски народоосвободителен отряд. Арестуван е на 2 януари 1943 година, а по-рано произнесената смъртна присъда се изпълнява в Скопския централен затвор.